# برشته‌پرها
برشته‌پرها (نام علمی: Mycalesis) نام یک سرده از خانواده فرچه‌پایان است.